# Хартман I фон Грюнинген
Хартман I фон Грюнинген на немски: Hartmann I von Grüningen; * пр. 1225; † 4 октомври 1280, Асперг) от Дом Вюртемберг, е първият граф на Грюнинген, основател на линията Грюнинген-Ландау, странична линия на графовете на Вюртемберг.

## Биография
Той е син на граф Конрад фон Вюртембург-Грюнинген († 1228/1239) и съпругата му фон Кирхберг, дъщеря на граф Хартман IV фон Кирхберг († сл. 1220) и съпругата му фон Кьорш. Внук е на граф Хартман I фон Вюртемберг (1160 – 1240) и съпругата му фон Феринген. Правнук е на граф Лудвиг II фон Вюртембург († сл. 1181) и графиня Вилибирг фон Кирхберг-Балцхайм-Алпгау († 1179). Роднина е на Вилибирг фон Вюртемберг († 1252), съпруга на граф Вилхелм I фон Тюбинген-Гисен († 1256). Сестра му Елизабет фон Грюнинген († 1251) се омъжва за Конрад III фон Йотинген († 1241/1242).
Хартман е споменат за пръв път през 1237 г. с дядо му граф Хартман I фон Вюртемберг (1160 – 1240). Като носител на имперското знаме („Signifer Imperii“) при император Фридрих II Хоенщауфен през 1252 г., той получава като феод град Маркгрьонинген, строи новата църква Св. Вартоломей в града. Той е верен на папата.
През 1265 г. Хартман е опекун на малолетните братя графовете Улрих II и Еберхард I от Графство Вюртемберг.
Той отказва на новия крал Рудолф фон Хабсбург (упр. 1273 – 1291) да върне дарението си Грюнинген на империята, което води до дългогодишни военни конфликти и накрая до пленяването му на 6 април 1280 г. Затворен е в крепост Хоенасперг, където умира след половин година затвор на 4 октомври 1280 г. Погребан е в църквата „Св. Вартоломей“ в Маркгрьонинген. На плочата му пише: „ANNO.D(omi)NI. MC CLXXX. IN. DIE. FRA(n)CISSI. OB(iit). HARTMANN(us). COMES. DE. GRUENINGEN“
Рудолф фон Хабсбург взема графската титла от синовете му. Те започват да се наричат фон Грюнинген-Ландау и по-късно само фон Ландау на замък Ландау на Дунав.

## Фамилия
Първи брак: вероятно с дъщеря на граф на Дилинген, или вероятно пр. 1240 г. за фон Езелсберг († пр. 2 октомври 1252), дъщеря на Белрайн фон Езелсберг. Двамата имат три деца:
- Хартман II (* пр. 1225; † 1275), женен за фон Еберщайн
- Агнес фон Грюнинген († сл. 1265 или 27 май 1328), омъжена пр. 18 септември 1265 г. за граф Рудолф II фон Монфор († 19 октомври 1302), родители на Рудолф III, епископ на Констанц (1322 – 1334)
- Аделхайд фон Грюнинген, абатиса на Хайлигкройцтал

Втори брак: на 2 октомври 1252 г. с Хедвиг фон Феринген († сл. 23 февруари 1315), дъщеря на граф Волфрад III фон Феринген († 1267/1268) и Анна († сл. 1254). Те имат четири деца:
- Конрад II фон Грюнинген-Ландау († ок. 24 август 1300), граф на Грюнинген-Ландау, женен пр. 14 май 1295 г. за Луитгард фон Бургау († 13 май 1295), вдовица на граф Лудвиг II фон Тек († 1280 /1282), дъщеря на маркграф Хайнрих II фон Бургау (†1293) и Аделхайд фон Албек († 1280), няма деца
- Лудвиг фон Грюнинген (* пр. 1267; † 5 декември 1300/1315), каноник в Аугсбург
- Еберхард I фон Грюнинген-Ландау (* пр. 1267; † ок. 1323), граф на Грюнинген-Ландау, женен пр. 28. юли 1294 г. за Рихца/Рихица фон Калф-Льовенщайн († сл. 1294), вдовица на граф Бертолд III фон Нойфен-Марщетен († 1291), дъщеря на граф Готфрид III фон Калв-Льовенщайн († сл. 1277) и Кунигунда фон Хоенлое-Романя († сл. 1253), родители на граф Еберхард II фон Ландау († 1368)
- Анна фон Грюнинген